# Stepanivka, Bobrîneț
Stepanivka (în ucraineană Степанівка) este un sat în comuna Verhnoinhulske din raionul Bobrîneț, regiunea Kirovohrad, Ucraina.

## Demografie
Componența lingvistică a localității Stepanivka
     Ucraineană (94,2%)
     Rusă (2,9%)
     Română (2,9%)
Conform recensământului din 2001, majoritatea populației localității Stepanivka era vorbitoare de ucraineană (94,2%), existând în minoritate și vorbitori de rusă (2,9%) și română (2,9%).